# Мансветов, Иван Данилович
Ива́н Дани́лович Мансве́тов (26 декабря 1843 (7 января 1844), Москва — 16 (28) декабря 1885, Ялта) — российский литургист, византолог, богослов и археолог. Магистр богословия, доктор церковной истории, профессор. Профессор гомилетики, литургики и церковной археологии Московской духовной академии; автор трудов по истории богослужения и церковного устава.

## Биография
Родился в семье протоиерея московского Новодевичья монастыря Даниила Ивановича Мансветова (ок. 1802 — 07.04.1868).
Окончил Московскую духовную семинарию(1864) и Московскую духовную академию (1868). С августа 1868 года — бакалавр Московской духовной академии по классу церковной археологии и гомилетики. В 1870 году перешёл на кафедру церковной археологии и литургики. В сентябре 1871 года после защиты диссертации «Новозаветное учение о церкви» он был утверждён в степени магистра и с 1873 года преподавал в должности экстраординарного профессора. В 1885 году защитил диссертацию на соискание учёной степени доктора церковной истории по теме «Церковный устав (Типик), его образование и судьба в греческой и русской церкви» и был утверждён ординарным профессором.
В 1869 году на 1-м Археологическом съезде в Москве представил реферат об архитектуре XII в. в Суздальском княжестве, в котором оспорил точку зрения графа А. С. Уварова, утверждая, что тематические украшения из животного и растительного мира на фасадах владимирского Дмитровского собора не являются исключительной принадлежностью романского стиля, но прослеживаются и в византийской архитектуре.
Был женат на дочери настоятеля Троицкой церкви на Шаболовке Василия Руднева.
С 1872 года состоял членом Общества любителей духовного просвещения; с 1883 года был его секретарём.
Умер в Ялте 16 (28) декабря 1885 года. Похоронен в Москве, на кладбище Новодевичья монастыря, вместе с отцом и братом Сергеем (ум. 21.06.1902).

## Научные труды
- По вопросу об архитектуре XII в. в Суздальском княжестве // Труды Первого Археологического съезда в Москве. — М., 1869. — С. 272—276
- Новые материалы по русской церковной археологии : библиография. — Тип. «Русских ведомостей». — 9 с.
- Омофор // Труды Московского археологического общества. — 1871. — Т. III.
- Об устройстве церковно-археологических музеев // Православное обозрение. — 1872.
- Слово в день св. апостола и евангелиста Иоанна Богослова // Прибавления к Творениям св. Отцов, 4. — № 25. — 1872. 16 с. (Слово на текст: 1 Ин. 4, 1 Студент Иван Мансветов =[Мансветов И. Д.], стр. 451 пронумерована как «441»)
- Историческое описание древнего Херсонеса и открытых в нём памятников. — М.: Севастопольск. отд. на Политехн. выставке…, 1872. — 97 с.
  - Соврем. изд. — Историческое описание древнего Херсонеса… — М.: URSS : Ленанд, cop. 2015. — 97 с. — ISBN 978-5-9710-2734-8.
- Златоуст, как проповедник // Православное обозрение. — 1873. — № 9, № 12.
- Церковно-строительная деятельность в Новгороде (По новгород. летописям). — М.: Синод. тип., 1875. — 20 с.
- Очерки из истории просвещения и духовной литературы древней Руси // Православное обозрение. — 1876.
- Церковно-строительная деятельность в Новгороде // Труды Московского археологического общества. — 1876. — Т. VI
- Полный месяцеслов Востока / Сост. И. Мансветовым. — тип. Имп. Акад. наук, ценз. 1878. — 48 с.
- песенном последовании: его древнейшая основа и общий строй // Прибавления к творениям св. отцов. — 1880. ч. XXVI.
- Кондакарий в греческом подлиннике XII—XIII в. по рукописи Московской Синодальной библиотеки № 437. [Изд.:] архим. Амфилохия // Прибавления к Творениям св. Отцов, 2. — № 26. — 1880. — 22 с.
- К статье о греческом кондакаре XII—XIII в. (Ответ Архимандриту Амфилохию) // Прибавления к Творениям св. Отцов, 4 № 26. — 1880. — 15 с.
- О песенном последовании (ᾀσματική ἀκολουθία): (Его древнейшая основа и общий строй) // Прибавления к Творениям св. Отцов, 3. — № 26. — 1880. — 46 с.
- Византийский материал для сказания о двенадцати трясавицах. — М.: Синод. тип., 1881
- Библиография // Прибавления к Творениям св. Отцов, 1. — № 27. — 1881. — 21 с. (Примечания: [Описание «пурпурного» кодекса:] Evangeliorum codex graecus purpureus Rossanensis litteris argenteis sexto, ut videtur, saeculo scriptus picturisqve ornatus. Osc. Gebhart und Adol. Harnack)
- Митрополит Киприан в его литургической деятельности. — М.: тип. М. Н. Лаврова и К°, 1882. — 204 с.
- О трудах митрополита Киприана по части богослужения // Прибавления к Творениям св. Отцов, 1. — № 29. — 1882. — 54 с.
- Как у нас правились церковные книги: Материалы для истории книжной справы в XVII столетии по бумагам архива типографской библиотеки в Москве // Прибавления к Творениям св. Отцов, 2. — № 32. — 1883.
- По поводу недавно открытой стенописи в Московском и Владимирском Успенских соборах // Прибавления к Творениям св. Отцов, 2. — № 31. — 1883. — 43 с.
- Evchologium Glagolski, Spomenik monastira Sinai brda. Izdao D-r Lavoslav Geitler. U Zagrebu 1882. (Древнейший Славянский требник, изданный г. Гейтлером по рукописи, находящейся в Синайской библиотеке) // Прибавления к Творениям св. Отцов, 1. — № 32. — 1883. — 44 с.
- К материалам для истории церковного устава // Прибавления к Творениям св. Отцов, 2. — № 33. — 1884. — 11 с.
- Студийский монастырь и его церковно-служебные порядки // Прибавления к Творениям св. Отцов. 3. — № 34. — 1884. — 77 с.
- Устав Иерусалимский и его судьба на Востоке и в землях Славянских // Прибавления к Творениям св. Отцов, 4 № 34. — 1884. — 99 с.
- Как у нас правились Типик и Минеи: Очерк из истории книжной справы в XVII столетии. — М.: тип. М. Н. Лаврова и К°, 1884. — 48 с.
- Церковный устав (типик) его образование и судьба в греческой и русской церкви. — М.: тип. Э. Лисснера и Ю. Романа, 1885. — 449 с.
- О постах православной восточной церкви
  - О постах Православной Восточной Церкви // Прибавления к Творениям св. Отцов, 4 № 36. — 1885. — 65 с.
  - О постах Православной Восточной Церкви // Прибавления к Творениям св. Отцов, 2. — № 37. — 1886. — 69 с.
  - О постах православной восточной церкви. — М.: тип. М. Г. Волчанинова. — 1886. — 134 с.
    - Соврем. изд. — О постах православной восточной церкви. — М.: URSS : Ленанд, [2016] (cop. 2015). — 134 с. — ISBN 978-5-9710-2378-4.
- О фресках московского Архангельского собора // Труды Московского археологического общества. — Т. IX.